# Erwan Bergot
Pour les articles homonymes, voir Bergot.
Erwan Bergot, né le 27 janvier 1930 à Bordeaux et mort le 1er mai 1993 à Paris 5e, est un écrivain et journaliste français, ancien officier parachutiste.

## Biographie
Né de parents bretons, Erwan Bergot fait de brillantes études chez les Jésuites avant d'obtenir une licence en faculté de lettres. Son tempérament le pousse cependant vers le monde militaire et en 1951, après son service militaire comme aspirant au 11e bataillon de choc, il part pour l'Indochine où il sert au 6e bataillon de parachutistes coloniaux du futur général Bigeard, puis il est affecté à la 1re compagnie étrangère parachutiste de mortiers lourds au sein de laquelle il prend part à la bataille de Dien Bien Phu. Il est fait prisonnier et connaît les conditions terribles d’internement dans les camps vietnamiens. À partir de 1955, il sert en Algérie au sein du 2e REP et à nouveau du 11e choc. Il est grièvement blessé à l'œil droit lors d'un accrochage dans le Constantinois en 1961 et quitte définitivement le combat armé pour se tourner vers l'écriture et le journalisme.
En 1962, il devient le premier rédacteur en chef du magazine de l'Armée de terre, et écrit en 1964 son premier roman — Deuxième classe à Diên Biên Phu — qui remporte un succès immédiat. Il se consacre par la suite entièrement à l'écriture, avec une cinquantaine d'ouvrages consacrés à ses frères d'armes. Historien, romancier, il tente de recréer des ambiances fortes, des dialogues vrais dont il écrit qu'il rendent « (...) hommage à tous les obscurs, les sans-grades, ceux qui n'ont jamais leur mot à dire dans l'histoire (…) ».

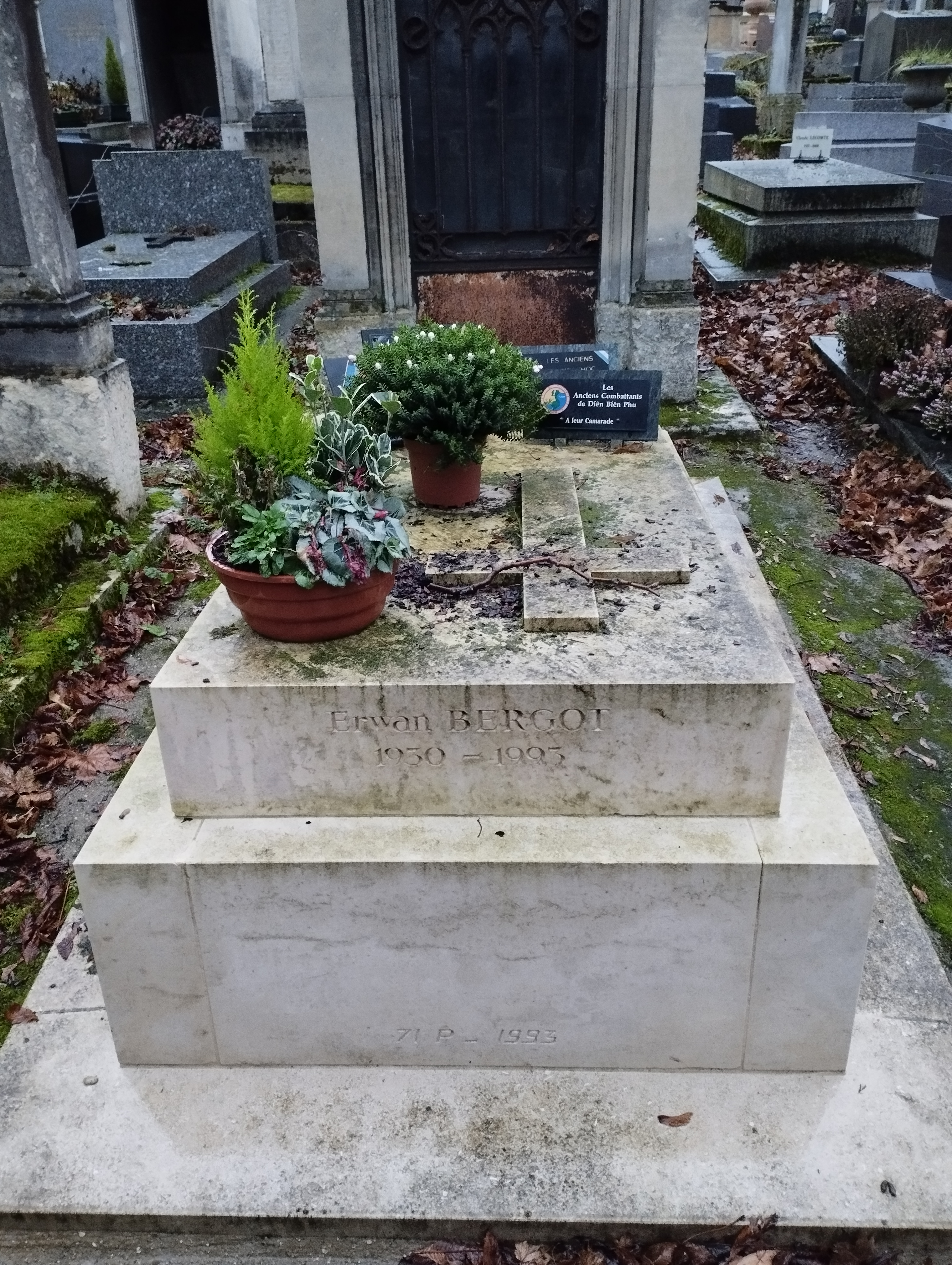
Tombe d'Erwan Bergot au cimetière du Père-Lachaise (division 4).

Écrivain récompensé par de nombreux prix dont celui de l'Académie française et le prix Claude Farrère, il est fait également commandeur de la Légion d'honneur à titre militaire. Honoré par dix titres de guerre (trois blessures et sept citations à la croix de guerre des TOE et à la croix de la Valeur militaire), Erwan Bergot a ainsi été honoré également en tant que soldat.
Il est mort le 1er mai 1993 à Paris et est enterré au cimetière du Père-Lachaise (4e division).

## Hommages
L'Armée de terre décerne tous les ans le prix Erwan Bergot à un ouvrage destiné à récompenser une œuvre « grand public », écrite en langue française, célébrant un exemple d'engagement au service de la France et de ses valeurs essentielles. Le prix littéraire « Erwan Bergot » affirme ainsi la reconnaissance d'un état d'esprit commun à la société et à l'Armée de terre : solidarité, dévouement, dépassement de soi, courage, adaptation.
La promotion 2015-2016 du 4e bataillon de l’École spéciale militaire de Saint-Cyr à Coëtquidan a choisi Erwan Bergot pour parrain, et porte donc le nom de « promotion capitaine Erwan Bergot ».

## Décorations
- Commandeur de la Légion d'honneur
- Croix de guerre des Théâtres d'opérations extérieurs avec 4 citations (2 palmes et 2 étoiles) au titre de l'Indochine
- Croix de la Valeur militaire avec 3 citations (1 palme et 2 étoiles) au titre de l'Algérie
- Croix du combattant volontaire, agrafe « Indochine »
- Croix du combattant
- Médaille coloniale, agrafe « Extrême-Orient »
- Médaille commémorative de la campagne d'Indochine
- Médaille commémorative des opérations de sécurité et de maintien de l'ordre en Afrique du Nord, agrafe « Algérie »
- Insigne des blessés militaires avec 2 étoiles
- Croix de la Vaillance (Viêt Nam) avec étoile de bronze

## Publications
- Deuxième classe à Dien-Bien-Phu, La table ronde, 1964
- Mourir au Laos, France-empire, 1965
- Les petits soleils, France-empire, 1967
- O comme Opium, Albin Michel, 1968
- Les paras, Balland, 1971
- Prenez-les vivants, Balland, 1972
- La Légion, Balland, 1972
- L'Afrikakorps, Balland, 1972
- Vandenberghe, le pirate du delta, Balland, 1973
- Les héros oubliés, Grasset, 1975
- La Légion au combat, Narvik, Bir-Hakeim, Dièn Bièn Phu, Presses de la cité, 1975
- Services secrets en Indochine 1975
- Le dossier rouge, services secrets contre FLN, Grasset, 1976
- L'homme de Prague, Presses de la cité, 1975
- Bataillon Bigeard, Indochine 1952-1954, Algérie 1955-1957, Presses de la cité, 1976
- Les Cadets de la France Libre, Presses de la cité, 1978
- Commandos de choc en Indochine, les héros oubliés, Grasset, 1979
- Les 170 jours de Dien Bien Phu, Presses de la cité, 1979 - Prix Botta de l’Académie française en 1980
- La 2e D.B., Presses de la Cité, 1980
- La guerre des appelés en Algérie 1956-1962, Presses de la Cité, 1980
- Algérie les appelés aux combats, Presse de la Cité, 2 tomes, 1991
- Les sentiers de la guerre (roman)
  - T.1 : Les sentiers de la guerre, Presses de la Cité, 1981
  - T.2 : Frères d'armes, Presses de la Cité, 1982
  - T.3 : Le flambeau, Presses de la Cité, 1983
- La Coloniale du Rif au Tchad, 1925-1980, Presses de la Cité, 1982
- Légion au combat 2, Presses de la Cité, 1982
- Bataillon de Corée, les Volontaires Français, 1950-1953, Presses de la Cité, 1983
- Le régiment de marche de la Légion, Presses de la Cité, 1984
- L'héritage, Presses de la Cité, 1985
- Gendarmes au combat, Indochine 1945-1955, Presses de la Cité, 1985
- 11e Choc, Presses de la cité, 1986
- Convoi 42, la marche à la mort des prisonniers de Dien Bien Phu, Presses de la Cité, 1986
- La bataille de Dong Khê, la tragédie de la R.C.4, Indochine, mai-octobre 1950, Presses de la cité, 1987
- Bigeard, Perrin, 1988
- Bir Hakeim : février-juin 1942, Presses de la Cité, Paris, 1989
- Sud lointain (roman)
  - T.1 : Le courrier de Saïgon, Presses de la Cité, 1990
  - T.2 : La Rivière des parfums, Presses de la Cité, 1990
  - T.3 : Le maître de Baotan, Presses de la Cité, 1991 - Prix Louis-Barthou de l’Académie française en 1992
- Indochine 1951, l'Année de Lattre, une Année de Victoires
- Opération Daguet, Presses de la cité, 1991 (avec Alain Gandy)
- Rendez vous à Véra Cruz, Presses de la Cité, 1993

## Sources
- , sur le site du ministère de la Défense
- Revue Hommes de Guerre no 3 de décembre 1987 où sont photographiées ses médailles.